# Roc de Santa
El Roc de Santa és un cim de 1.113,2 metres d'altitud que es troba en el terme municipal de Conca de Dalt, dins de l'antic terme d'Hortoneda de la Conca, del Pallars Jussà.
Forma un petit serrat, que, encara que no és de gaire extensió, és perfectament visible des de qualsevol punt de Talarn cap al nord, especialment a tota la Conca de Dalt. És una de les formacions orogràfiques més característiques de la comarca.
És a llevant del poble de Claverol (Conca de Dalt) i a ponent del d'Hortoneda, més o menys a la mateixa distància de tots dos. La pista de muntanya, asfaltada, que uneix els dos pobles, hi fa pràcticament tota la volta, anant a cercar una collada que és a tocar mateix del Roc de Santa. Aquesta collada és, molt probablement, el Coll de Veu de la llegenda.
En el Roc de Santa es troba una balma amb una paret, que podria correspondre a un habitatge troglodític o, més probablement, a un ús ramader. Així mateix, hi ha el jaciment paleontològic de Roc de Santa.
A migdia del Roc de Santa s'estén la Costa d'Escoll-de-veu i la Plana.
Pep Coll, nascut a Pessonada, a poca distància del Roc de Santa, recull la llegenda del Castell de Colls de Veu. Es tracta de l'existència mítica d'un castell, anomenat de Colls de Veu, al cim del Roc de Santa, les restes del qual, quatre pedres mal comptades a la carena, són constatades pel mateix autor.
La llegenda fa referència a una minyona, filla de la vila de Perauba, casada al castell de Colls de Veu, que obtingué per dot una vaca cerdana amb un collar bigarrat. Un gran dot!